# Josep Vila i Casañas
Josep Vila i Casañas   (Sabadell, 7 de novembre de 1966) és un director de cor, compositor i pedagog musical català. Va ser director titular de l'Orfeó Català entre els anys 1998 i 2016 i del Cor de Cambra del Palau de la Música Catalana del 2011 al 2016. Actualment és director titular del cor Lieder Càmera de Sabadell i col·labora regularment amb el Cor de Cambra Francesc Valls de Barcelona.

## Biografia
Inicia els estudis musicals al Conservatori Municipal de Música de Sabadell, on estudia la carrera de piano amb Glòria Peig i Sabater. Posteriorment prosseguí els estudis d'harmonia, contrapunt, fuga i composició amb Benet Casablancas i Josep Soler, i els de direcció d'orquestra amb Salvador Mas, als conservatoris superiors de Badalona i Barcelona, respectivament. S'ha format en direcció coral amb els mestres Manuel Cabero, Lluís Vila, Pierre Cao, Laszlo Heltay, Josep Prats, Johan Duijck i especialment amb Eric Ericson, a Suècia, durant el curs 1995-1996.
El 1987 va començar dirigint la Coral Belles Arts de Sabadell. El 1990 va fundar el cor Lieder Càmera de Sabadell, que va dirigir durant 16 anys, fet que li va permetre enregistrar una àmplia discografia. Ha estat director titular de la Coral Càrmina de Barcelona (1991-1995) i del Coro de Radiotelevisión Española (2007-2010). Ha estat també director de l'Orfeó Català (1998-2016), que té la seu al Palau de la Música Catalana.
Ha exercit la seva direcció sobre diverses agrupacions corals i orquestrals de renom, com ara, el Coro Nacional de España, l'Orfeón Donostiarra, el Cor de l'Acadèmia Franz Liszt de Budapest, l'Orquestra Simfònica del Vallès i l'Orquesta Sinfónica de Màlaga. El 2010, va ser honorat amb una invitació per a codirigir el Cor Mundial de Joves, en una col·laboració compartida amb el director noruec Ragnar Rasmussen.
Director titular del Cor de Cambra del Palau de la Música Catalana (2011-2016), un conjunt de veus professionals fundat pel mateix Orfeó l'any 1991. Exerceix de professor de direcció de cors a l'Escola Superior de Música de Catalunya des de l'any 2005.
En la seva faceta de preparador de cor ha treballat al costat de les principals batutes del panorama internacional: Daniel Barenboim, Daniele Gatti, Simon Rattle, Gustavo Dudamel, Marc Minkowski, Jean-Christophe Spinosi, René Jacobs, Lorin Maazel, Helmuth Rilling i Franz Brüggen, entre d'altres.

## Composicions
Com a compositor, escriu fonamentalment per a cor. Algunes de les seves composicions més celebrades i més interpretades arreu del món destaquen:
- Les cançons per a cor infantil escrites entre els anys 1983 i 1996
- Sanctus-Benedictus (1992)
- Salve Regina (2001)[4]
- Te Deum (2002), per a mezzo-soprano, cor i orquestra
- La fantasia coral-orquestral El mirador (2003)[8]
- La suite per a cobla, Trencant el gel (2006)[9]
- L'oratori Veni Creator Spiritus, per a quatre solistes, cor i orquestra, estrenat al Palau de la Música Catalana de Barcelona l'any 2016
- La cantata El motí (2008)[7]
- L'obra composta el 2018 per a cor i piano basada en folklore basc: Lau Haizetara (“Als quatre vents”)
- Missa Sagrada Família (2019), que li valgué el Premi Clavé de la Federació de Cors de Clavé a la millor composició coral de l'any a Catalunya